# Meixide (Lugo)
Meixide (llamada oficialmente San Pedro de Meixide) es una parroquia española del municipio de Palas de Rey, en la provincia de Lugo, Galicia.

## Organización territorial
La parroquia está formada por ocho entidades de población, constando seis de ellas en el nomenclátor del Instituto Nacional de Estadística español:

### Entidades de población
Entidades de población que forman parte de la parroquia:
- Barreiro
- Portofondón
- Saa
- San Pedro
- Veiga
- Vilar de Ulloa
- Xeré

### Despoblado
Despoblado que forma parte de la parroquia:
- Vilar do Monte

## Demografía
| Gráfica de evolución demográfica de Meixide entre 2000 y 2020 |
|                                                               |
| Datos según el nomenclátor publicado por el INE.              |